# مطار بانغي مبوكو الدولي
مطار بانغي مبوكو الدولي (إياتا: BGF، إيكاو: FEFF) هو مطار يخدم مدينة بانغي عاصمة جمهورية أفريقيا الوسطى.

## شركات الطيران والوجهات

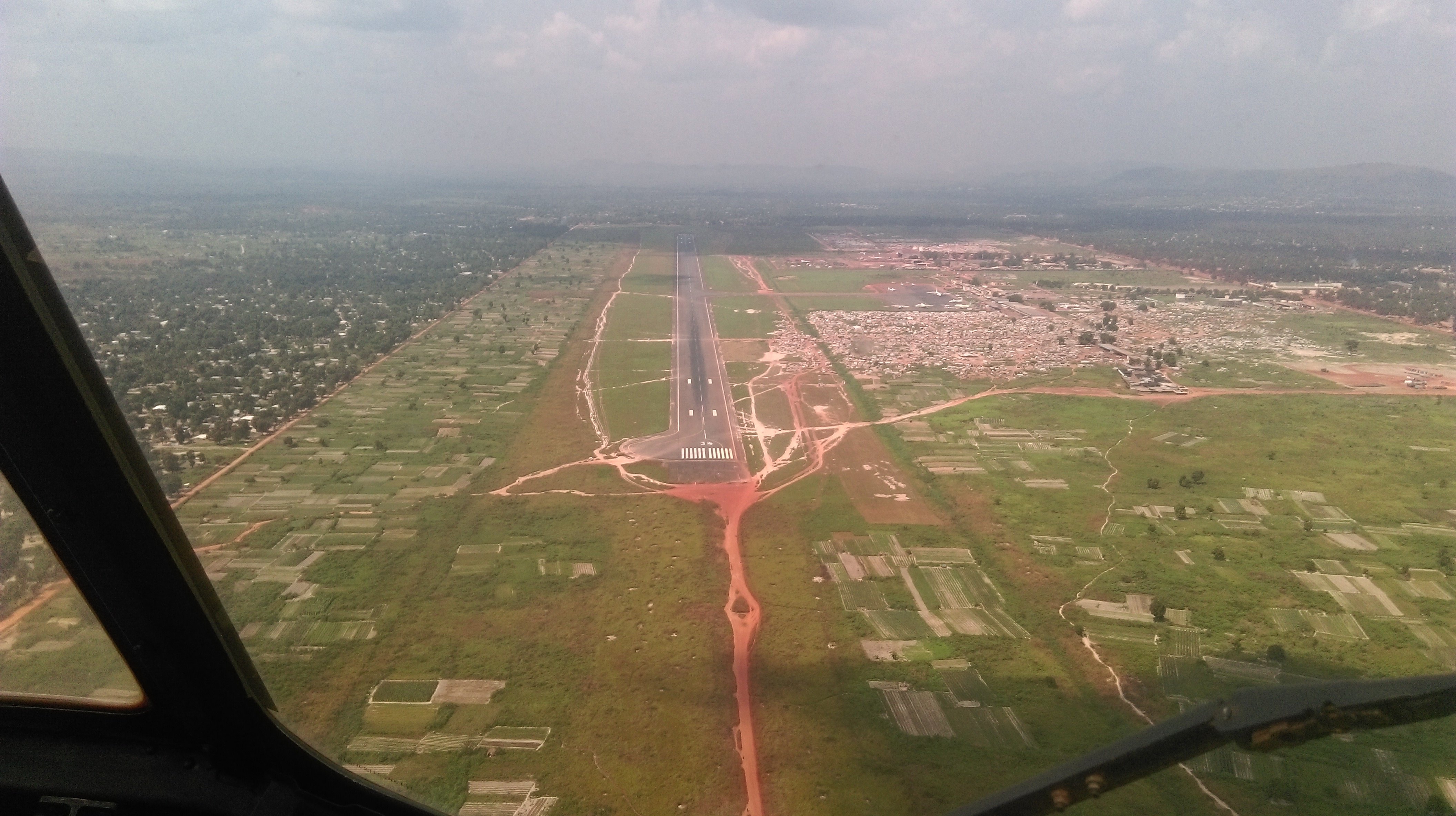
مطار بانغي مبوكو الدولي: ملاذ للنازحين داخليًا في 2016

| شركـات طيـران             | الوجهات                                                         |
| ------------------------- | --------------------------------------------------------------- |
| إير كوت ديفوار            | مطار أبيدجان الدولي، مطار دوالا الدولي                          |
| الخطوط الجوية الفرنسية    | مطار باريس شارل ديغول، مطار ياوندي                              |
| أسكاي                     | مطار دوالا الدولي، مطار لومي                                    |
| الخطوط الجوية الكاميرونية | مطار دوالا الدولي، مطار ياوندي                                  |
| Karinou Airlines          | مطار كوتونو، مطار دوالا الدولي                                  |
| الخطوط الجوية الكينية     | مطار دوالا الدولي، مطار إنتيبي الدولي، مطار جومو كينياتا الدولي |
| الخطوط الملكية المغربية   | مطار محمد الخامس الدولي                                         |
| الخطوط الجوية الرواندية   | مطار دوالا الدولي، مطار كيغالي الدولي                           |